# Austin Toros 2012-2013
La stagione 2012-13 degli Austin Toros fu la 12ª nella NBA D-League per la franchigia.
Gli Austin Toros arrivarono secondi nella Central Division con un record di 35-15. Nei play-off vinsero i quarti di finale con i Bakersfield Jam (2-0), perdendo poi la semifinale con i Santa Cruz Warriors (2-0).

## Roster
| N° | Naz.                   | Ruolo | Sportivo          | Anno | Alt. | Peso |
| -- | ---------------------- | ----- | ----------------- | ---- | ---- | ---- |
| 00 | Stati Uniti (bandiera) | A     | Rick Jackson      | 1989 | 206  | 109  |
| 0  | Stati Uniti (bandiera) | A     | Jazwyn Cowan      | 1983 | 203  | 107  |
| 0  | Stati Uniti (bandiera) | G     | Chris Roberts     | 1988 | 193  | 93   |
| 2  | Stati Uniti (bandiera) | G     | Luther Head       | 1982 | 191  | 84   |
| 4  | Stati Uniti (bandiera) | G     | Jamarr Sanders    | 1988 | 193  | 95   |
| 5  | Stati Uniti (bandiera) | G     | Tre Kelley        | 1985 | 183  | 85   |
| 6  | Stati Uniti (bandiera) | G     | Aubrey Coleman    | 1987 | 193  | 91   |
| 7  | Stati Uniti (bandiera) | A     | Tyler Wilkerson   | 1988 | 203  | 109  |
| 9  | Stati Uniti (bandiera) | G     | Ryan Ayers        | 1986 | 201  | 95   |
| 9  | Stati Uniti (bandiera) | G     | Justin Dentmon    | 1985 | 183  | 84   |
| 10 | Stati Uniti (bandiera) | G     | Dontell Jefferson | 1983 | 196  | 88   |
| 10 | Stati Uniti (bandiera) | G     | Kyle Weaver       | 1986 | 198  | 91   |
| 11 | Stati Uniti (bandiera) | A     | Bill Walker       | 1987 | 198  | 100  |
| 15 | Stati Uniti (bandiera) | C     | Patrick Sullivan  | 1988 | 206  | 98   |
| 21 | Francia (bandiera)     | G     | Nando de Colo     | 1987 | 196  | 91   |
| 22 | Stati Uniti (bandiera) | G     | Luther Head       | 1982 | 191  | 84   |
| 22 | Stati Uniti (bandiera) | G     | Lester Hudson     | 1984 | 191  | 86   |
| 23 | Canada (bandiera)      | G     | Cory Joseph       | 1991 | 191  | 84   |
| 24 | Camerun (bandiera)     | A     | Alexis Wangmene   | 1989 | 201  | 109  |
| 32 | Stati Uniti (bandiera) | A     | JaMychal Green    | 1990 | 206  | 100  |
| 34 | Australia (bandiera)   | C     | Aron Baynes       | 1986 | 208  | 118  |

## Staff tecnico
- Allenatore: Taylor Jenkins
- Vice-allenatori: Ken McDonald, Ira Newble
- Preparatore atletico: Keith Abrams